# 巴甫洛夫鎮區

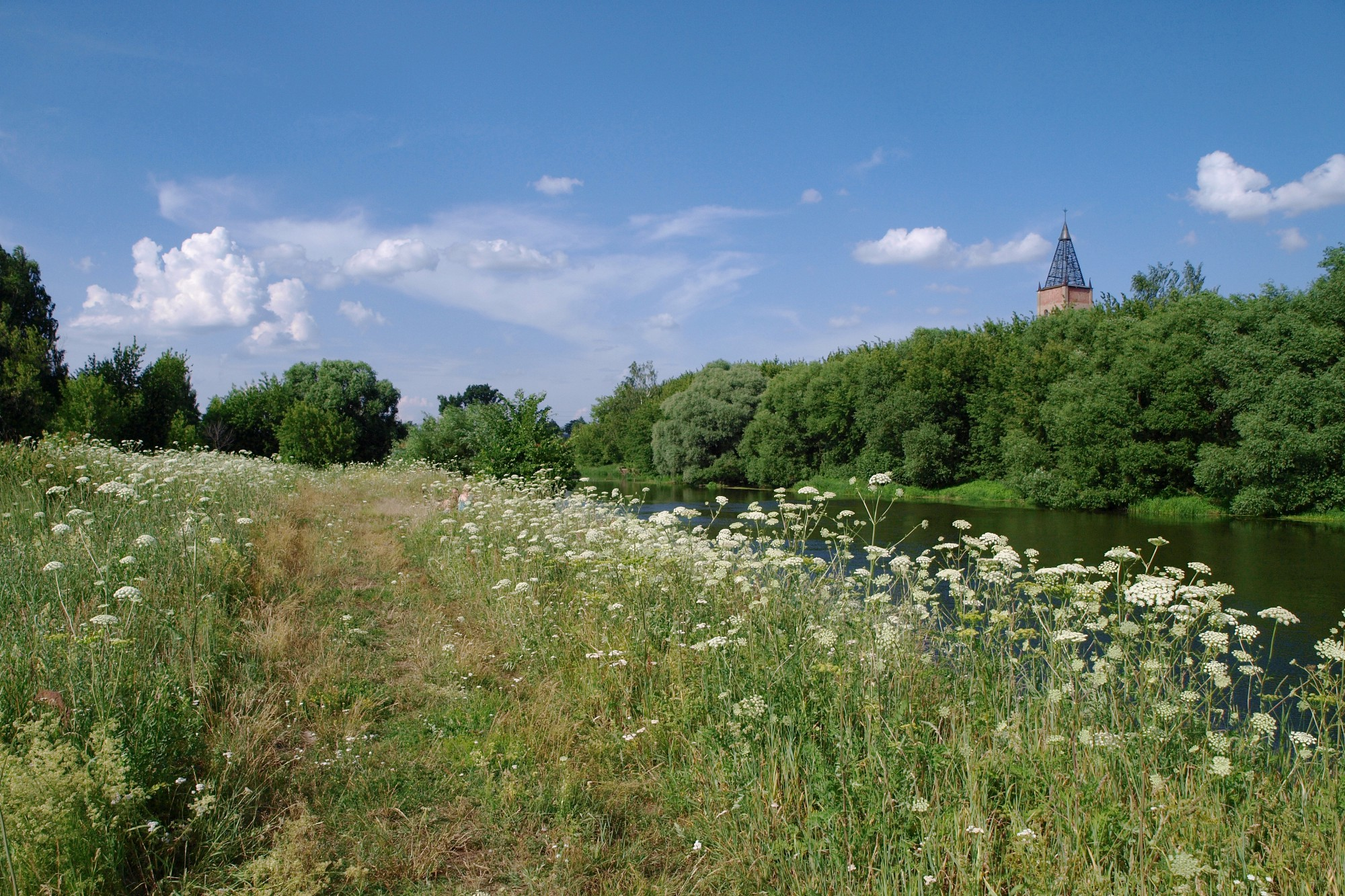

55°47′N 38°39′E / 55.783°N 38.650°E
巴甫洛夫鎮區（俄语：Павлово-Посадский район），是俄羅斯的一個區，位於該國西部，由莫斯科州負責管轄，面積566.34平方公里，2010年人口83,520，人口密度每平方公里147.47人。